# Острчил, Отакар
Отакар О́стрчил (чеш. Otakar Ostrčil, 25 февраля 1879, Прага — 20 августа 1935, там же) — чешский композитор и дирижёр.

## Жизнь и творчество
Родился в семье Смиховских, отец врач Йозеф Острчил и мать Элеонора. Он был младшим из четырёх детей, два брата (Антонин и Иосиф) стали врачами как их отец. В юные годы занимался музыкой в фортепианной школе Адольфа Микеша. Затем изучал философию в Карловом университете и одновременно композицию у Зденека Фибиха. В 1901 году он становится профессором в Торговой академии Праги. В 1914—1918 годах Острчил — руководитель оперы при пражском Национальном театре. С 1920 по 1935 — главный дирижёр и руководитель Национального театра.
Среди музыкальных сочинений композитора — симфонии (Sinfonie A-Dur op. 7 (1903—1905)), симфониетты (Sinfonietta op. 20 (1921)), симфонические вариации для оркестра (Kreuzweg op. 24 (1927/28)), а также несколько опер. Первоначально в музыке Острчила чувствуется влияние романтики (навеянное его учителем Фибихом). Позднее, к началу XX века, композитор подпадает под очарование музыки Густава Малера, что заметно было и в творчестве Острчила-дирижёра. В своих поздних произведениях композитор находит свой собственный, экспрессивный стиль (напр., Impromptu op. 13 для оркестра (1911)).

## Оперы
- Rybáři (fragment)
- Jan Zhořelecký (1898 — neprovedeno)
- Cymbelín (1899 — nedokončeno)
- Vlasty skon (1903)
- Kunálovy oči (1908), Памяти поэта Юлиуса Зейера.
- Poupě (1911)
- Legenda z Erinu (1920)
- Honzovo království (1934)